# Sanheribs prisma

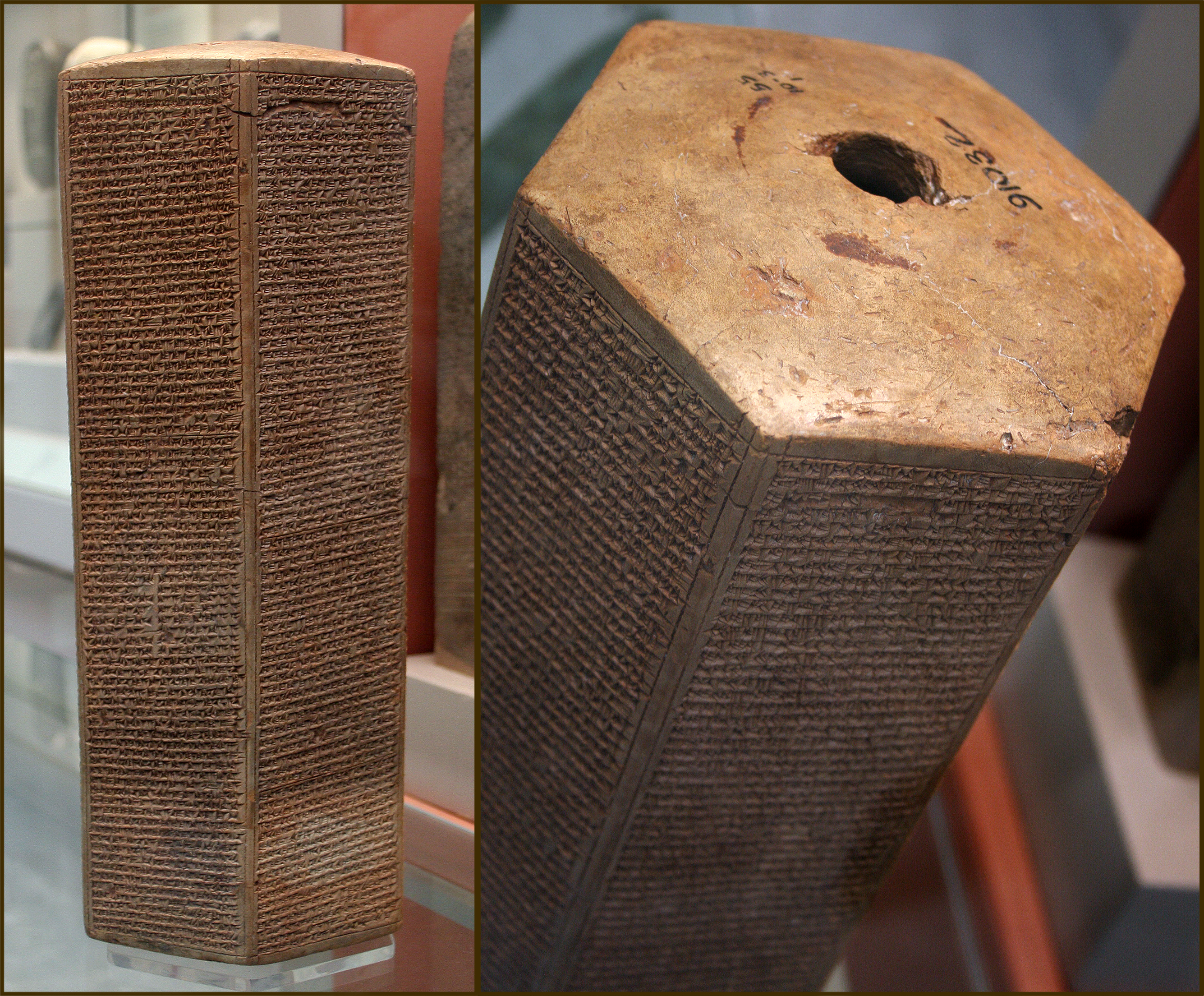
Sanheribs prisma förevisat på British Museum

Sanheribs prisma är ett lerprisma med inskriptioner om den assyriske kungen Sanheribs tredje fälttåg. Texten är främst känd för att den innehåller en beskrivning av Sanheribs belägring av Jerusalem 701 f.Kr., under kung Hiskias regeringstid. Denna händelse finns nedtecknad även i flera böcker i Gamla Testamentet i Bibeln, inklusive Jesaja kapitel 33 och 36, Andra Kungaboken 18:17, samt Andra Krönikeboken 32:9. Händelsen är också nedtecknad av Herodotos.

## Beskrivning
Prismat består av sex stycken skrivna med akkadisk kilskrift. Det är hexagonalt till formen och gjort av bränd röd lera. Prismat är 38 centimeter högt och 14 centimeter brett och framställdes 689 f.Kr., under Sanheribs regeringstid.

## Signifikans
Prismat är en av tre återfunna redogörelser av Sanherib för dennes fälttåg mot Israel och Juda, och ger ett annat perspektiv på dessa skeenden än det som återges i Kungaböckerna i Bibeln.
Beskrivningarna i Gamla Testamentet överensstämmer delvis med påståendena på prismat. Bibeln rapporterar att Sanherib angrep och intog alla de befästa städerna i Juda och sedan krävde en tribut på 300 talenter silver och 30 talenter guld och Hiskia skall ha gett honom allt silver från sitt palats och från templet i Jerusalem, samt guldet från templets dörrar och dörrposter. Detta blidkade inte Sanherib som krävde total underkastelse, vilket han aldrig skall ha erhållit. Texten på prismat anger att assyrierna intog 46 befästa städer och en mängd mindre bosättningar. 200 150 människor skall ha deporterats och området skall ha överlämnats åt tre filisteiska kungar. Prismat anger också att Hiskias tribut innefattade även juveler, elfenbensinfattade möbler, hans döttrar och harem samt musiker.

## Upptäckt
Prismat hittades 1830 i ruinerna efter Nineve, det assyriska rikets gamla huvudstad, av överste Taylor som var brittisk generalkonsul i Bagdad. Dennes änka sålde 1855 prismat till British Museum. En kopia av prismat inköptes av James Henry Breasted från en antikhandlare i Bagdad 1919 och skänktes till Oriental Institute i Chicago där den nu finns.
Daniel David Luckenbill översatte texten och publicerade den på engelska och akkadiska i sin bok The Annals of Sennacherib från 1924.